# 恐怖平衡
恐怖平衡（英語：Balance of terror），是軍事用語，指交戰國双方的武器威力的平衡，且相互保證毀滅，双方均擁有足以完全毁滅對方甚至造成人類滅絕（世界末日）的軍事力量。

## 軍事用法
這句話最早可能是由加拿大總理萊斯特·皮爾遜在1955年6月提出，他在聯合國憲章簽署十週年時提及：「恐怖平衡已經取代了各國之間的權力平衡。」。有些政治學者用此一詞語來描述第二次世界大戰前後，國際情勢的差異。在二次大戰前，各國避免戰爭的方式是在其（經濟、政治及軍事）實力上設法維持平衡，權力平衡或勢力均衡一般也是描述此一階段產生的和平。
在冷戰時期，主要是指美國及蘇聯的核武平衡。美國及蘇聯二國都有大量核子武器，足以造成全球性的核战争，毀滅文明世界。在這種情况下，維持了世界有限度的和平。冷戰期間仍有許多戰爭，美國及蘇聯也有介入，但這二國沒有直接的互相攻擊對方本土，自從二次大戰在廣島及長崎投下原子彈後，後來也未在戰爭中使用原子彈。

## 其他用法
在2008年金融危機後，美国经济学家勞倫斯·薩默斯認為這是「全球市場的恐怖平衡」。

## 引用
- 1958年，蘭德公司的阿尔伯特·沃尔斯泰特（英语：Albert Wohlstetter）提出一篇名為《恐怖的微妙平衡》（The Delicate Balance of Terror）的論文[6]。
- 1961年，美國總統约翰·肯尼迪在年度演說（英语：inaugural address）提到美國及蘇聯時，曾說：「恐怖平衡使得人類的最後一場戰爭沒有發動，但兩國爭相改變這種不確定的的恐怖平衡」[7]。